# Holocausto (Marvel Comics)
Holocausto (Holocaust, no original) é um personagem mutante da Marvel Comics, que surgiu durante a saga A Era do Apocalipse. Era antes conhecido pelo nome de Nemesis. Sua primeira aparição se deu em X-Men Alpha (fevereiro de 1995) e foi criado por Scott Lobdell e Roger Cruz.